# Fachinal
Fachinal: mot espagnol désignant une formation steppique typique de la Pampa, du Chaco ou de la Patagonie argentine orientale. Il s'agit d'un biome caractérisé par la prédominance d'une steppe de graminées hautes et dures, avec quelques imbrications d'arbustes. En Argentine los fachinals sont fréquents dans plusieurs zones de la plaine chaco-pampéenne, qui ont peu souffert de l'action altérante de l'homme.